# Taekwondo ai XVI Giochi panamericani
Il taekwondo ai XVI Giochi panamericani si è tenuto al Gimnasio del CODE II di Guadalajara, in Messico, dal 15 al 18 ottobre 2011. Fra le otto categorie in programma (quattro maschili e quattro femminili) ben 5 paesi diversi hanno conquistato almeno un oro. Cuba si è piazzata in testa al medagliere con due ori, un argento e due bronzi.

## Calendario
Tutti gli orari secondo il Central Time Zone (UTC-6).
| Giorno   | Data           | Inizio | Fine  | Evento                     | Fase                              |
| -------- | -------------- | ------ | ----- | -------------------------- | --------------------------------- |
| Giorno 2 | Sab 15 ottobre | 11:00  | 19:25 | 58 kg Uomini/49 kg Donne   | Preliminari, Quarti/Semi/Finali   |
| Giorno 3 | Dom 16 ottobre | 11:00  | 19:25 | 68 kg Uomini/57 kg Donne   | Preliminaries, Quarti/Semi/Finali |
| Giorno 4 | Lun 17 ottobre | 11:00  | 19:25 | 80 kg Uomini/67 kg Donne   | Preliminaries, Quarti/Semi/Finali |
| Giorno 5 | Mar 18 ottobre | 11:00  | 19:25 | +80 kg Uomini/+67 kg Donne | Preliminaries, Quarti/Semi/Finali |

## Risultati

### Uomini
| Evento                | Oro                  | Argento          | Bronzo                                    |
| Pesi mosca (58 kg)    | Gabriel Mercedes     | Damián Villa     | Frank Díaz Marcio Ferreira                |
| Pesi leggeri (68 kg)  | Jhohanny Jean        | Ángel Mora       | Terrence Jennings Mario Guerra            |
| Pesi medi (80 kg)     | Sebastián Crismanich | Carlos Vázquez   | Uriel Adriano Stuardo Solorzano           |
| Pesi massimi (+80 kg) | Robelis Despaigne    | Juan Carlos Díaz | François Coulombe-Fortier Stephen Lambdin |

### Donne
| Evento                | Oro               | Argento              | Bronzo                                |
| Pesi mosca (49 kg)    | Ivett Gonda       | Lizbeth Díez-Canseco | Deireanne Morales Jannet Alegría      |
| Pesi leggeri (57 kg)  | Irma Contreras    | Doris Patiyo         | Nicole Palma Yeny Contreras           |
| Pesi medi (67 kg)     | Melissa Pagnotta  | Paige McPherson      | Katherine Rodríguez Taimi Castellanos |
| Pesi massimi (+67 kg) | Glenhis Hernández | Nikki Martínez       | Guadalupe Ruiz Lauren Cahoon          |

## Medagliere
| Posizione | Nazione         | Oro | Argento | Bronzo | Totale |
| --------- | --------------- | --- | ------- | ------ | ------ |
| 1         | Cuba            | 2   | 1       | 2      | 5      |
| 2         | Canada          | 2   | 0       | 1      | 3      |
| 2         | Rep. Dominicana | 2   | 0       | 1      | 3      |
| 4         | Messico         | 1   | 1       | 3      | 5      |
| 5         | Argentina       | 1   | 0       | 0      | 1      |
| 6         | Venezuela       | 0   | 2       | 0      | 2      |
| 7         | Stati Uniti     | 0   | 1       | 5      | 6      |
| 8         | Colombia        | 0   | 1       | 0      | 1      |
| 8         | Perù            | 0   | 1       | 0      | 1      |
| 8         | Porto Rico      | 0   | 1       | 0      | 1      |
| 11        | Cile            | 0   | 0       | 2      | 2      |
| 12        | Brasile         | 0   | 0       | 1      | 1      |
| 12        | Guatemala       | 0   | 0       | 1      | 1      |
| Totale    | Totale          | 8   | 8       | 16     | 32     |